# Pterocalla pentophthalma
Pterocalla pentophthalma är en tvåvingeart som beskrevs av Friedrich Georg Hendel 1914. Pterocalla pentophthalma ingår i släktet Pterocalla och familjen fläckflugor.
Artens utbredningsområde är Bolivia. Inga underarter finns listade i Catalogue of Life.